# John Barrow (politico)
John Jenkins Barrow (Athens, 31 ottobre 1955) è un politico statunitense, membro della Camera dei Rappresentanti per lo stato della Georgia dal 2005 al 2015.

## Biografia
Figlio di due reduci della seconda guerra mondiale, Barrow studiò all'Università della Georgia e conseguì la laurea in legge ad Harvard. Dopo aver lavorato per qualche tempo come avvocato, Barrow entrò in politica con il Partito Democratico e cominciò ad operare a livello locale.
Nel 2004 Barrow si candidò alla Camera dei Rappresentanti contro il repubblicano in carica da un mandato Max Burns e riuscì a sconfiggerlo di misura. Due anni dopo Burns decise di sfidare di nuovo Barrow ma anche stavolta perse le elezioni per pochi voti. Dopo questa rielezione, Barrow venne sempre riconfermato deputato senza grossi problemi, finché nel 2014 venne sconfitto dall'avversario repubblicano Rick Allen e fu costretto a lasciare il Congresso dopo dieci anni.
Ideologicamente Barrow è un democratico molto moderato, di ideologia centrista, membro della Blue Dog Coalition e della New Democrat Coalition. Divorziato dalla moglie Victoria, Barrow ha due figli.